# Ann De Craemer
Ann De Craemer (Tielt, 27 februari 1981) is een Vlaams schrijfster.

## Biografie
De Craemer studeerde Germaanse taal- en letterkunde en behaalde een master in amerikanistiek. 
In 2010 debuteerde ze als auteur met Duizend-en-één dromen. Een reis langs de Trans-Iraanse Spoorlijn, een journalistiek boek over de presidentsverkiezingen van 2009 in Iran. Haar eerste prozawerk volgde in 2011 met Vurige tong, waarin ze vertelt over haar katholieke jeugd in West-Vlaanderen. Het boek werd in het juryrapport van de Debuutprijs 2012 vermeld als runner-up en won de publieksprijs van De Bronzen Uil. In 2011 vertaalde ze een kinderverhaal uit 1968 van de Iraanse schrijver Samad Behrangi als Het kleine zwarte visje.
In 2012 publiceerde ze met De seingever haar tweede roman, ging aan de slag als columniste voor de krant De Morgen en nam deel aan de tv-quiz De Slimste Mens ter Wereld.
In 2014 kwam Kwikzilver uit over het leven van haar grootmoeder op het Vlaamse platteland.
Met het in 2021 verschenen autobiografische Hersenorkaan verhaalt Ann De Craemer in kunstige taal over haar depressie. In datzelfde jaar startte ze ook met een eigen taalbureau, Tikgoud.